# John Burnaby

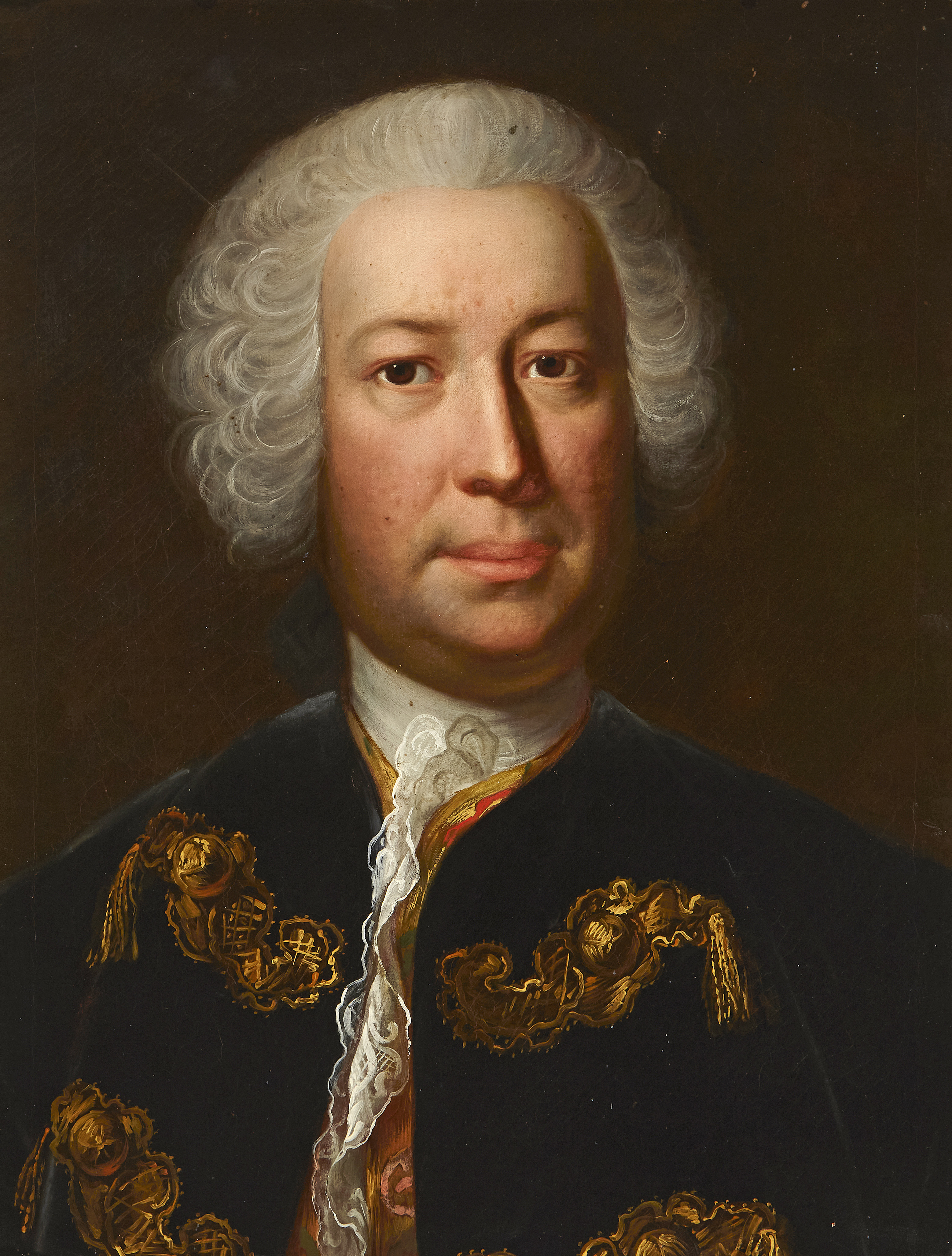
John Burnaby, Bildnis von Emanuel Handmann (1748)

Schloss Reichenbach, Kupferstich von Johann Ludwig Nöthiger (1742)

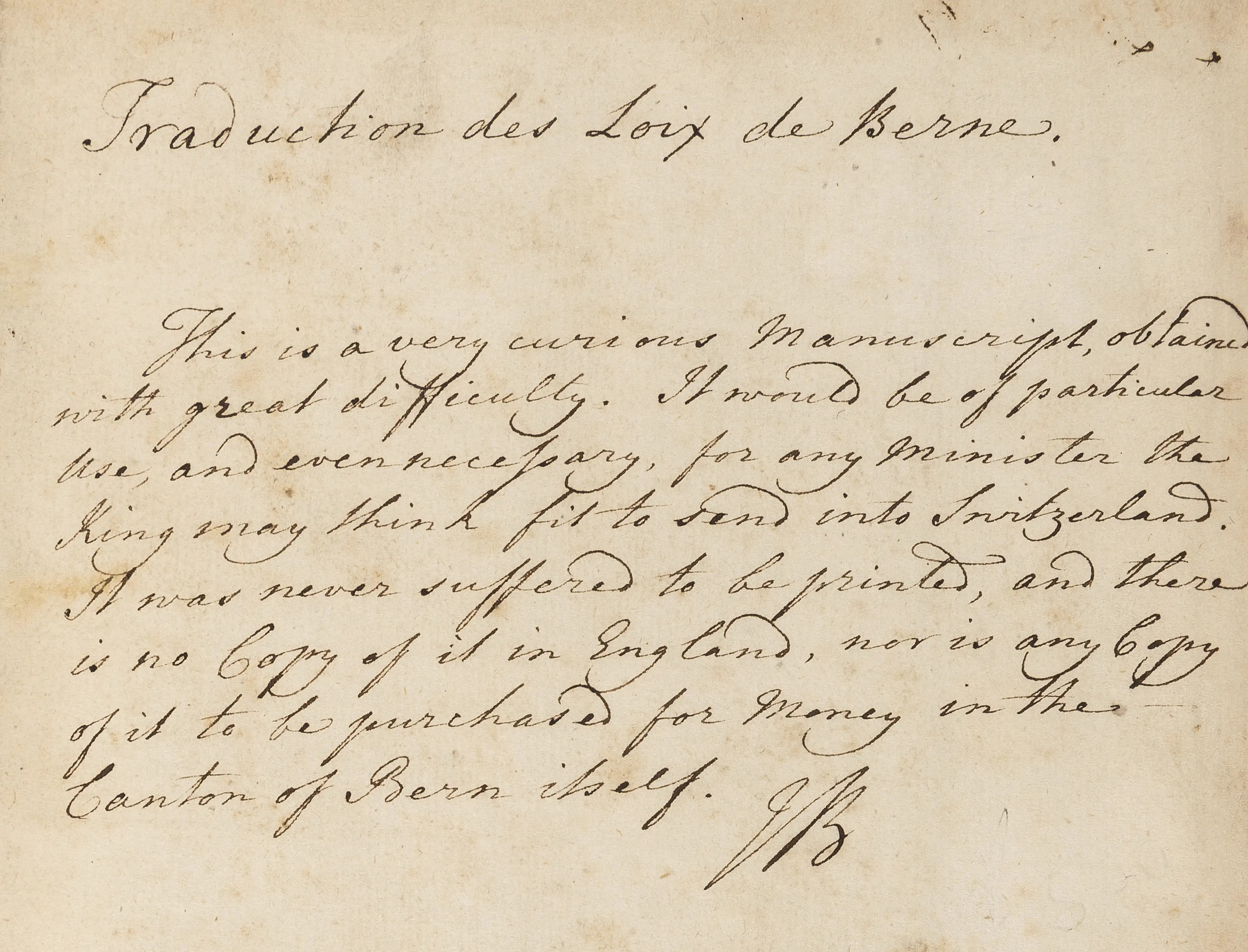
Aktennotiz John Burnabys mit dem Betreff Traduction des Loix de Berne (um 1750)

John Burnaby (* 1701; † 24. November 1774 in London) war ein britischer Diplomat.

## Leben
John Burnaby war der älteste Sohn des John Burnaby aus Kensington und der Clara Wood. Sein Bruder war Sir William Burnaby, 1. Baronet, Rear-Admiral der Royal Navy und Kommandeur in Jamaika. Er diente James Waldegrave, 1. Earl Waldegrave, Botschafter in Paris und Wien, als Sekretär. Aus Stockholm wurde er 1741 abberufen und 1743 nach Bern entsandt, wo er bis 1750 als Ministerresident bei den Schweizer Kantonen diente. Für Burnaby wurde die Fähre Reichenbach–Engehalbinsel eingerichtet, der 1743 das Schloss Reichenbach in Zollikofen als Sommerresidenz gemietet hatte. Im Dezember 1749 beschenkte die bernische Obrigkeit Burnaby zum Dank für seine Dienste mit einer goldenen Kette mit Sechzehner-Pfennig.
Burnabys Tochter Maria hatte eine Beziehung mit dem Berner Tuchhändler Daniel Zeerleder (1731–1793). Die beiden hatten den gemeinsamen Sohn Johann Daniel Zeerleder (1765–1774).
In einer Aktennotiz mit dem Betreff Traduction des Loix de Berne erwähnt Burnaby, er habe ein beiliegendes Manuskript mit größten Schwierigkeiten beschafft und es wäre nützlich, dieses für künftige Ministerresidenten übersetzen zu lassen. Das Manuskript sei nie im Druck erschienen, existiere in England bisher nicht als Abschrift und sei in Bern nicht zu erwerben. Bei dem erwähnten Manuskript handelt es sich entweder um eine Abschrift des Roten Buches oder der Burgerspunkten. Das Rote Buch und die Burgerspunkten waren die Fundamentalgesetze der Stadt und Republik Bern und erschienen im Ancien Régime nie im Druck.
Der in Bern tätige Basler Maler Emanuel Handmann malte von John Burnaby drei Bildnisse. Eines schenkte Burnaby 1748 Christoph Steiger zu dessen Wahl zum Schultheissen von Bern, ein Weiteres befand sich im Besitz des Ratsherrn Rudolf Emanuel Frisching, der Burnaby auf der Rückseite des Gemäldes als amicus meus (mein Freund) bezeichnet, und ein drittes, welches aus dem Nachlass Burnabys stammt.